# 金田東
金田東（かねだひがし）は、千葉県木更津市の金田地区にある町丁。現行行政地名は金田東一丁目から金田東六丁目。郵便番号は292-0009。

## 概要
木更津市北部の金田地区に位置する。
多機能な施設が集約する場所と多様なライフスタイルに応じた住宅地が調和した都市を目指し、千葉県及びUR都市再生機構が実施している金田地区土地区画整理事業（かずさアクアシティ）のうち、UR都市再生機構が実施した木更津都市計画事業金田東特定土地区画整理事業の区域に該当する。
町丁内には三井アウトレットパーク木更津といった大規模商業施設や、キサラピアといった娯楽施設が、建設計画地を含めて70ha近く占めている一方、55haは一般住宅用として確保されるなど、土地利用は多方面に渡っている。

## 地理
木更津市北部にある金田地区の中でも、かなり海沿いの町丁である。東京湾アクアラインの千葉県側の玄関口である木更津金田インターチェンジに接しているという利点を活かして、三井アウトレットパーク木更津、カインズ木更津金田店などの商業施設が多く立地している他、周辺には金田さざなみ公園といった海沿いを遊歩できる公園がある。また、住宅地としての利用も図られており、整然とした住環境が整備されている他、金田東中央公園といった公園施設の整備も為されている。

### 都市計画
用途地域の指定は以下の通りである。
| 用途                   | 範囲                                       |
| ---------------------- | ------------------------------------------ |
| 第一種低層住居専用地域 | 4丁目・6丁目の各大半、3丁目・5丁目の各一部 |
| 第一種住居地域         | 1丁目の大半、4丁目・5丁目の一部            |
| 第二種住居地域         | 2丁目の一部                                |
| 準住居地域             | 1丁目・2丁目・4丁目・5丁目・6丁目の各一部  |
| 近隣商業地域           | 3丁目の大半、5丁目・6丁目の各一部          |
| 準工業地域             | 5丁目の一部                                |

### 土地利用
木更津都市計画事業金田東特定土地区画整理事業によって計画されていた土地利用方針は以下の通りである。
| 種別     | 種別        | 種別                 | 面積    | 割合   |
| -------- | ----------- | -------------------- | ------- | ------ |
| 公共用地 | 道路        | 道路                 | 26.3ha  | 16.9%  |
| 公共用地 | 公園 ・緑地 | 公園 ・緑地          | 5.0ha   | 3.2%   |
| 公共用地 | 水路等      | 水路等               | 0.1ha   | 0.1%   |
| 公共用地 | 計          | 計                   | 31.4ha  | 20.2%  |
| 宅地     | 宅地用地    | 一般住宅用地         | 40.8ha  | 26.2%  |
| 宅地     | 宅地用地    | 沿道利用施設用地     | 12.8ha  | 8.2%   |
| 宅地     | 宅地用地    | 住宅先行建設区       | 0.9ha   | 0.6%   |
| 宅地     | 宅地用地    | 小計                 | 54.5ha  | 35.0%  |
| 宅地     | 施設用地    | 工業・流通等施設用地 | 4.9ha   | 3.1%   |
| 宅地     | 施設用地    | 計画建設用地         | 60.3ha  | 38.8%  |
| 宅地     | 施設用地    | その他公益的施設用地 | 4.5ha   | 2.9%   |
| 宅地     | 施設用地    | 小計                 | 69.7ha  | 44.8%  |
| 宅地     | 計          | 計                   | 124.2ha | 79.8%  |
| 合計     | 合計        | 合計                 | 155.6ha | 100.0% |

### 地価
2023年（令和5年）1月1日の国土交通省地価公示によると、木更津市金田東4丁目19番5で61,200円/m2となっている。

### 隣接町丁字
北は東京湾と中島、東は牛込と中野、南は坂戸市場と万石、西は中島と瓜倉（金田西）及び中島と接する。

## 歴史

### 地名の由来
旧地名との対照は以下の通りである。
| 現町丁字     | 旧町丁字               |
| ------------ | ---------------------- |
| 金田東一丁目 | 中島の一部             |
| 金田東二丁目 | 中島の一部、牛込の一部 |
| 金田東三丁目 | 中島の一部、中野の一部 |
| 金田東四丁目 | 中島の一部、中野の一部 |
| 金田東五丁目 | 中島の一部             |
| 金田東六丁目 | 中島の一部             |

### 沿革
- 1998年（平成18年）1月30日 - 木更津都市計画事業金田東特定土地区画整理事業（以下：金田東土地区画整理事業）計画決定[9]。
- 2000年（平成12年）1月27日 - 金田東土地区画整理事業の事業認可が下りる[9]。
- 2003年（平成15年）4月5日 - 金田東土地区画整理事業の仮換地指定[9]。
- 2014年（平成26年）11月4日 - 金田東土地区画整理事業の換地処分実施[9]。

## 世帯数と人口
2023年（令和5年）4月1日現在の世帯数及び人口の詳細は以下の通りである。
| 町丁字       | 世帯数    | 人口総数 | 人口  | 人口   | 人口     | 人口     | 人口  | 人口   | 世帯人員 |
| 町丁字       | 世帯数    | 人口総数 | 若年  | 若年   | 生産年齢 | 生産年齢 | 高齢  | 高齢   | 世帯人員 |
| ------------ | --------- | -------- | ----- | ------ | -------- | -------- | ----- | ------ | -------- |
| 金田東一丁目 | 474世帯   | 904人    | 146人 | 16.15% | 641人    | 70.91%   | 117人 | 12.94% | 1.91人   |
| 金田東二丁目 | 0世帯     | 0人      | 0人   | 0.00%  | 0人      | 0.00%    | 0人   | 0.00%  | 0.00人   |
| 金田東三丁目 | 62世帯    | 154人    | 44人  | 28.58% | 100人    | 64.94%   | 10人  | 6.49%  | 2.48人   |
| 金田東四丁目 | 466世帯   | 949人    | 220人 | 23.18% | 628人    | 66.17%   | 101人 | 10.64% | 2.04人   |
| 金田東五丁目 | 276世帯   | 595人    | 145人 | 24.37% | 406人    | 68.24%   | 44人  | 7.39%  | 2.16人   |
| 金田東六丁目 | 369世帯   | 772人    | 184人 | 23.83% | 532人    | 68.91%   | 56人  | 7.25%  | 2.09人   |
| 全体         | 1,647世帯 | 3,374人  | 739人 | 21.90% | 2,307人  | 68.38%   | 328人 | 9.72%  | 2.05人   |

## 通学区域
市立小学校・市立中学校及び県立高等学校の通学区域は以下の通りである。
| 町丁字       | 番地 | 小学校               | 中学校               | 高等学校 |
| ------------ | ---- | -------------------- | -------------------- | -------- |
| 金田東一丁目 | 全域 | 木更津市立金田小学校 | 木更津市立金田中学校 | 第9学区  |
| 金田東二丁目 | 全域 | 木更津市立金田小学校 | 木更津市立金田中学校 | 第9学区  |
| 金田東三丁目 | 全域 | 木更津市立金田小学校 | 木更津市立金田中学校 | 第9学区  |
| 金田東四丁目 | 全域 | 木更津市立金田小学校 | 木更津市立金田中学校 | 第9学区  |
| 金田東五丁目 | 全域 | 木更津市立金田小学校 | 木更津市立金田中学校 | 第9学区  |
| 金田東六丁目 | 全域 | 木更津市立金田小学校 | 木更津市立金田中学校 | 第9学区  |

## 施設
- 金田さざなみ公園
- 木更津市金田地域交流センター
- 木更津市公共下水道金田東雨水ポンプ場
- 木更津かんらんしゃパーク キサラピア
- 三井アウトレットパーク木更津
- 東京インテリア家具木更津店
- カインズ木更津金田
- スポーツデポ木更津金田店
- ベイシア木更津金田店
- オートバックス木更津金田店
- 木更津ベイヘリポート
- ドウシシャ関東物流センター
- シンプレスジャパン株式会社

## 交通

### 鉄道
町丁内に鉄道は通っていないが、最寄りの駅はJR東日本内房線袖ケ浦駅または巌根駅である。

### バス

#### 高速路線バス
町丁内の停留所を通過する高速路線バスは以下の通りである。
| 運行会社         | 系統     | 運行区間                     | 経由                    | 備考       |
| ---------------- | -------- | ---------------------------- | ----------------------- | ---------- |
| 小湊鐵道         | 高35系統 | 木更津駅西口 - 成田空港      | 木更津金田BT、MOP木更津 |            |
| 小湊鐵道         | 高52系統 | センター北 - MOP木更津       | たまプラーザ            | [ 注釈 4 ] |
| 小湊鐵道         | 高53系統 | 池袋駅東口 - MOP木更津       |                         | [ 注釈 5 ] |
| 小湊鐵道         | 高60系統 | 羽田空港 - MOP木更津         |                         |            |
| 京浜急行バス     |          | 羽田空港 - MOP木更津         |                         |            |
| 小湊鐵道         | 高62系統 | 渋谷マークシティ - MOP木更津 | [ 注釈 6 ]              |            |
| 小湊鐵道         | 高72系統 | 亀有駅・新小岩駅 - MOP木更津 | 一之江駅、葛西駅        | [ 注釈 7 ] |
| 京成バス         | 京成バス | 亀有駅・新小岩駅 - MOP木更津 | 一之江駅、葛西駅        | [ 注釈 8 ] |
| 小湊鐵道         | ア01系統 | 川崎駅東口 - MOP木更津       |                         | [ 注釈 9 ] |
| 川崎鶴見臨港バス |          | 川崎駅東口 - MOP木更津       |                         | [ 注釈 9 ] |
| 小湊鐵道         | ア02系統 | 横浜駅東口 - MOP木更津       | [ 注釈 9 ]              |            |
| 京浜急行バス     |          | 横浜駅東口 - MOP木更津       | [ 注釈 9 ]              |            |
| 小湊鐵道         | ア04系統 | 品川駅東口 - MOP木更津       | [ 注釈 6 ]              |            |
| 小湊鐵道         | ア05系統 | 新宿駅西口 - MOP木更津       |                         |            |
| 小田急バス       |          | 新宿駅西口 - MOP木更津       |                         |            |

#### 一般路線バス
町丁内の停留所を通過するバスは以下のとおりである。
| 運行会社 | 系統     | 運行区間                          | 経由                                                | 備考        |
| -------- | -------- | --------------------------------- | --------------------------------------------------- | ----------- |
| 小湊鐵道 | 木40系統 | 木更津駅西口 - MOP木更津          | 金田中学校、キサラピア                              |             |
| 小湊鐵道 | 木41系統 | 木更津駅西口 - MOP木更津          | 金田中学校、中島郵便局                              | [ 注釈 10 ] |
| 小湊鐵道 | 木42系統 | 巌根駅 - MOP木更津                | 金田中学校、キサラピア                              |             |
| 小湊鐵道 | 木43系統 | 袖ケ浦駅北口 - MOP木更津          | 大袖橋、金田中島東                                  | [ 注釈 11 ] |
| 小湊鐵道 | 木44系統 | 木更津駅西口 - MOP木更津          | 巌根駅、高柳、小櫃橋、金田中島東                    |             |
| 小湊鐵道 | 木45系統 | 木更津駅西口 - MOP木更津          | 金田中学校、中島郵便局                              | [ 注釈 10 ] |
| 小湊鐵道 | 木46系統 | 袖ケ浦駅北口 - MOP木更津          | 金田中島東                                          | [ 注釈 11 ] |
| 小湊鐵道 | 木47系統 | 木更津金田BT - 袖ケ浦BT           | 中島郵便局、MOP木更津                               |             |
| 小湊鐵道 | 木52系統 | 木更津駅西口 - 袖ケ浦駅北口       | 金田中学校、キサラピア、MOP木更津、金田中島東       |             |
| 小湊鐵道 | 木53系統 | 木更津駅西口 - 袖ケ浦駅北口駅北口 | コストコ木更津、木更津金田BT、MOP木更津、金田中島東 |             |

### 道路

#### 高速道路
町丁内に高速道路は通っていない。最寄りの高速道路とインターチェンジは東京湾横断道路の木更津金田インターチェンジである。

#### 国道
町丁内に国道は通っていない。

#### 県道
- 千葉県道87号袖ケ浦中島木更津線

#### 主要市道
特になし